# Mulielealiʻi
Mulielealiʻi (Muleialiʻi, Miʻi-i-ele-aliʻi) bio je havajski poglavica, kralj (Aliʻi Nui) otoka Oʻahua na drevnim Havajima.
On je bio najstariji sin čarobnjaka Mawekea i njegove žene Naiolaukeje te brat Kalehenuija i Keaunuija (otac kraljice Nuakeje).
Njegovi su sinovi bili Kumuhonua (kralj Oʻahua) te ʻOlopana (otišao je na Tahiti) i Moʻikeha (kralj Kauaija), a kći Hainakolo (imala je sina Leimakanija). 
Majka djece Mulielealiʻija bila je velika poglavarica Wehelani, koja je također bila supruga njegovog brata Keaunuija.
Bio je djed kralja Elepuʻukahonue.